# NGC 1170
Coordenadas:  03h 02m 26.8s, +27° 04′ 22″
NGC 1170 é um objeto inexistente, na constelação de Aries. O objeto celeste foi descoberto em 31 de dezembro de 1869 pelo astrônomo norte-americano Charles Sanders Peirce.